# Enrique Rodríguez-Solís
Enrique Rodríguez-Solís (Àvila, 1844-Madrid, 1925) va ser un escriptor, periodista i historiador espanyol, d'ideologia republicana.
Nascut a Àvila el 4 de juliol de 1844, i d'ideologia republicana federal, va ser escriptor, periodista i historiador. Va dedicar part de la seva obra a l'estudi de la figura de la dona i a la història del teatre espanyol.
Va donar l'ordre de revolta a Froilán Carvajal y Rueda, el 2 d'octubre de 1869, en l'infructuós aixecament federalista d'Alacant durant el Govern Provisional, enviat de part de José Paúl y Angulo, després del qual es veuria obligat a exiliar-se a França fins a mitjan 1870. Va estar pres a la presó del Saladero arran de la seva labor periodística; amb la finalitat de l'experiència federal i la instauració de la república unitària del general Serrano va partir de nou a l'exili, en aquesta ocasió a Lisboa, encara que aviat tornaria de nou a Espanya.
Va ser autor d'obres sobre temes variats, com un estudi biogràfic del literat José de Espronceda, la guerra del francès, la prostitució o el Partit Republicà Federal, entre d'altres. Com a periodista va col·laborar en publicacions periòdiques com El Combate, La Revolución, La Federación Española (1870), La Ilustración Republicana Federal —en la qual va utilitzar el pseudònim «Lisso», un anagrama del seu segon cognom—, La Lucha, El Gorro Frigio, Gaceta de Teatros, La Ilustración Popular, La Niñez, El Mundo de los Niños, Heraldo de Madrid, Pluma y Lápiz, El País, La Igualdad o El Motín, entre d'altres. Va ser corresponsal de La Voz Montañesa de Santander, El Diario de Avisos de Saragossa i del portuguès O'Diario Popular.
Rodríguez-Solís va treballar també com a professor de declamació. Mort a Madrid a l'abril de 1925, va ser enterrat al cementiri de Santa María. En 1930 es van publicar de forma pòstuma unes memòries seves, prologades per Roberto Castrovido.

## Obres
- La mujer defendida por la historia, la ciencia y la moral: estudio crítico (1877).[21]
- Espronceda: Su tiempo, su vida y sus obras (1883).[10][11]
- Los guerrilleros de 1808: historia popular de la Guerra de la Independencia Española (1887-1888).[12][5]
- Majas, manolas y chulas: historia, tipos y costumbres de antaño y ogaño.[22]
- Historia de la prostitución en España y América (1892-1893).[13]
- Historia del partido republicano español: de sus propagandistas, de sus tribunos, de sus héroes y de sus mártires (1892-1893).[14][15]
- El alcalde de Móstoles: narración histórica (1898).[23]